# 王慶端
王庆端（1225年—1304年），字正甫，王善次子，元朝真定藁城（今河北藁城县）人。
王庆端以郡筦库升任为水军提领。训练士卒，常如临敌。参加平定李璮之役，在老僧口战胜，以功升为千户。监筑大都城。后改戍守清口。随从忽必烈北征。至元十六年（1279年），升为侍卫军都指挥使。设立神锋军，亲教弩技，作整暇堂、犀利局、疏浚河渠，构室。六十余岁时，北征乃颜，与士卒同甘苦，夜卧不解衣。元成宗即位，升为中书右丞，行徽政副使。大德二年（1298年），升平章政事，佥书枢密院事。去世后，谥忠穆，改忠武。